# Veikko Hakulinen
Veikko Johannes Hakulinen (Kurkijoki, 4 januari 1925 – Valkeakoski, 25 oktober 2003) was een Fins biatleet en langlaufer. Hakulinen nam in de periode 1952-1960 driemaal deel aan de Olympische Winterspelen als langlaufer, in 1964 deed hij dit als biatleet. Hij won in het langlaufen in totaal drie gouden, drie zilveren en één bronzen op zowel wereldkampioenschappen als tijdens de Olympische Winterspelen. In het biatlon won hij met het Finse team in 1963 tijdens het wereldkampioenschap een zilveren medaille op de 3 x 7,5km estafette. 
Hakulinen overleed op 78-jarige leeftijd nadat hij tijdens het joggen werd aangereden door een wagen.

## Palmares
- Wereldkampioenschappen langlaufen
  - 1954:  - 15km
  - 1954:  - 4 x 10km estafette
  - 1954:  - 30km
  - 1954:  - 50km
  - 1958:  - 15km
  - 1958:  - 50km
  - 1958:  - 4 x 10km estafette
- Olympische Winterspelen
  - 1952:  - 50km
  - 1956:  - 30km
  - 1956:  - 50km
  - 1956:  - 4 x 10km estafette
  - 1960:  - 4 x 10km estafette
  - 1960:  - 50km
  - 1960:  - 15km
- Wereldkampioenschappen biatlon
  - 1963:  - 3 x 7,5km estafette